# Claudia Koppert

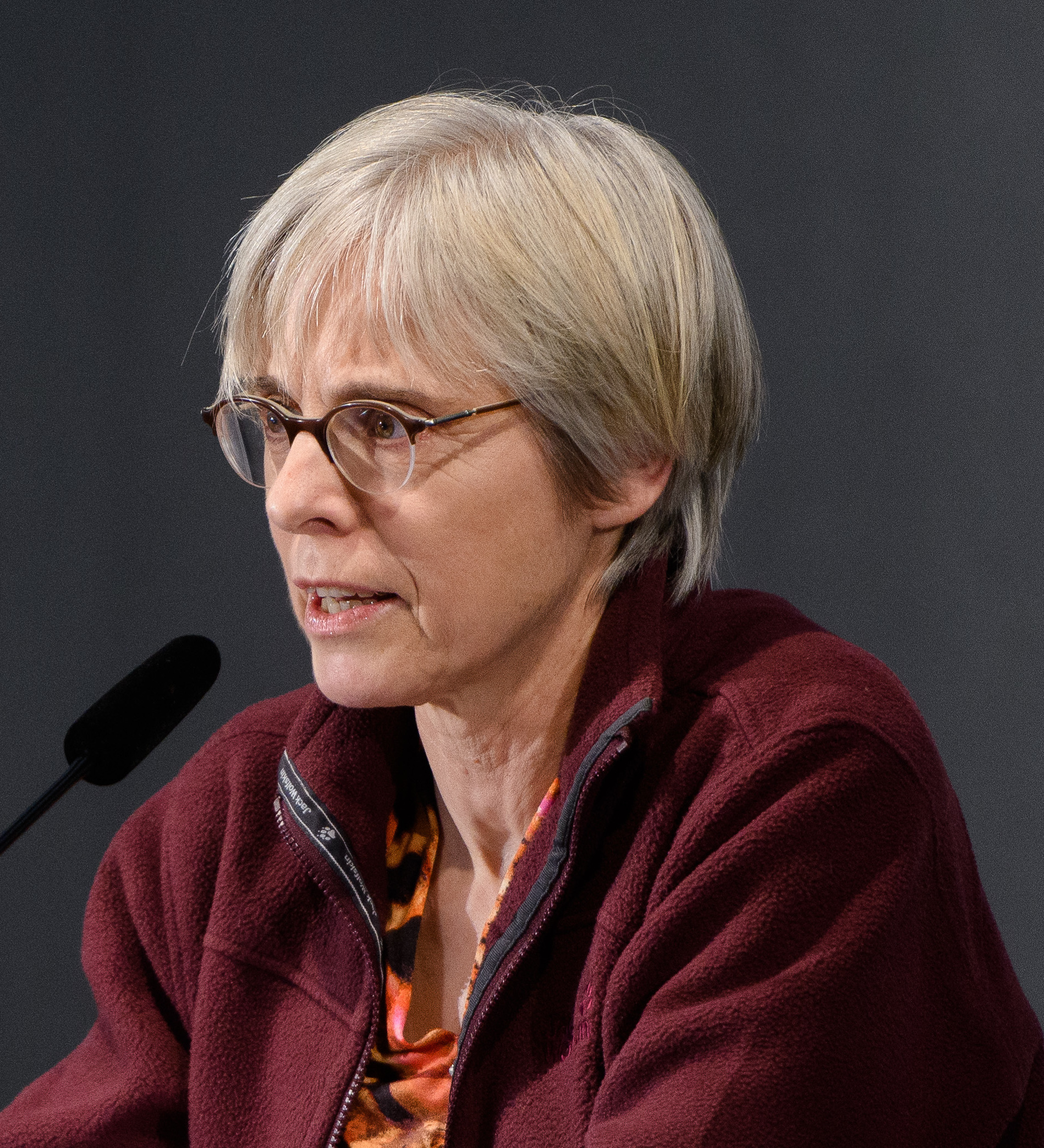
Claudia Koppert, 2016

Claudia Koppert (* 1958 in Heidelberg) ist eine deutsche politische Publizistin und Schriftstellerin.

## Leben
Nach ihrem Abitur 1977 studierte Claudia Koppert bis 1981 Sozialarbeit an der Fachhochschule beim Berufsförderungswerk der Stiftung Rehabilitation in Heidelberg. Anschließend war sie als Verlagslektorin zunächst in Heidelberg und von 1984 bis 1987 in Berlin beim Orlanda Frauenverlag (heute: Orlanda Verlag) tätig. 1988 zog sie ins Umland von Bremen; heute lebt und arbeitet sie in Stapel in der Gemeinde Horstedt als freie Publizistin und Sachbuchlektorin.
Claudia Koppert war von 1992 bis 1999 Lehrbeauftragte an der Technischen Universität Berlin im Fachbereich Erziehungswissenschaften. Sie ist Autorin und Buchherausgeberin zu politischen Fragen, publiziert gelegentlich für Zeitungen, veröffentlicht Aufsätze, hält Vorträge und forscht zur Lokalgeschichte. Ihr Romandebüt erschien im Verlag Antje Kunstmann.

## Werke
Literatur:
- Allmendpfad. Roman. Verlag Antje Kunstmann, München 2003, ISBN 3-88897-321-X.
- Rätselhafter Verbleib eines Schweinehirten. (1693 spielende Kriminalerzählung), In: Kulturinitiative Sottrum: 800 Jahre Krimifieber Sottrum. Kulturinitiative e.V., Sottrum 2005, ISBN 3-9810466-4-1.
- SISTERHOOD – eine Sehnsucht. Roman. BoD. 2014, ISBN 978-3-7357-2537-0.

Monografien:
- Stapel. Streifzüge durch Gegenwart und Vergangenheit eines Geestdorfs. Gemeinde Horstedt. Horstedt 2007, ISBN 978-3-00-020848-5.

(Co-)Herausgeberschaften und Co-Autorin:
- mit Beate Selders (Hrsg.): Hand aufs dekonstruierte Herz. Verständigungsversuche in Zeiten der politisch-theoretischen Selbstabschaffung von Frauen. Ulrike Helmer Verlag, Königstein/Taunus 2003, ISBN 3-89741-120-2.
- Glück, Alltag und Desaster. Über die Zusammenarbeit von Frauen. Orlanda Frauenverlag, Berlin 1993, ISBN 3-922166-99-7.

Artikel, Aufsätze und Essays (Auswahl):
- Stadt, Land, Suff. In: taz-Nord. 19. Juni 2006. (in einer Reihe über das Leben und Schreiben in der norddeutschen Provinz) Artikel  in taz Nord
- Zeitung auf dem Dorf. In: B. Häusler, J. Roth (Hrsg.): extrablatt. Erlesenes erhalten. Denker und Dichter übers Zeitunglesen. taz Verlag, Berlin 2005, S. 175–179. Artikel in taz Nord
- Keine Anerkennung ohne Unterschied. Von den Schwierigkeiten, in feministischen Zusammenhängen neue Kooperationsformen zu entwickeln. In: alaska. Nr. 245, Bremen 2004, S. 8–11.
- Ist die Lesbe noch eine Waffe? Kommentar zur Kampagne gegen Annette Schavan. In: EMMA. Jan./Febr. 2005, Köln, S. 22. Artikel in EMMA
- Sisterhood kills. In: EMMA. Sept./Okt. 2005, Köln, S. 86–89. Artikel in EMMA
- Identität und Befreiung – die Widersprüche des kollektiven Wirs. In: Andreas Foitzek, Athanasios Marvakis (Hrsg.): Tarzan – was nun? Internationale Solidarität im  Dschungel der Widersprüche. Verlag Libertäre Assoziation, Hamburg 1997, ISBN 3-922611-67-2, S. 95–108. Text in Sammelband
- Emanzipation Marke west light. Zusammenarbeit, Konkurrenz, Vereinzelung. In: beiträge zur feministischen theorie und praxis. Nr. 43/44 (1996), ISSN 0722-0189, S. 165–176. Text in beiträge 43/44/1996
- Identität und Befreiung. Eine politische Zwischenbilanz. In: beiträge zur feministischen theorie und praxis. Nr. 42 (1996), ISSN 0722-0189, S. 113–125. Text in beiträge 42/1996
- Antisemitismus – Wiederkehr des Verdrängten? In: Kongress-Dokumentation Frauen gegen Nationalismus – Rassismus/Antisemitismus – Sexismus. Verein sozialwissenschaftliche Forschung und Praxis e.V., Köln 1991, S. 32–40.
- Schuld und Schuldgefühle im westlichen Nachkriegsdeutschland: Zur Wirksamkeit des Vergangenen im Gegenwärtigen. In: beiträge zur feministischen theorie und praxis. Nr. 30/31 (1991), ISSN 0722-0189, S. 217–230. Text in beiträge 30/31/1991
- Deutsch, weiß, christlich: Wie leben wir damit? Zur Moral der Demoralisierten. In: beiträge zur feministischen theorie und praxis. Nr. 28 (1990), ISSN 0722-0189, S. 45–58. Text in beiträge 28/1990